# Scolecomorphus
Genre
Synonymes
- Bdellophis Boulenger, 1895

Scolecomorphus est un genre de gymnophiones de la famille des Scolecomorphidae.

## Répartition
Les trois espèces de ce genre se rencontrent dans le sud du Malawi et dans les montagnes de Tanzanie.

## Liste d'espèces
Selon Amphibian Species of the World (11 février 2014) :
- Scolecomorphus kirkii Boulenger, 1883
- Scolecomorphus uluguruensis Barbour & Loveridge, 1928
- Scolecomorphus vittatus (Boulenger, 1895)

## Publication originale
- Boulenger, 1883 : Description of a new genus of Coeciliae. Annals and Magazine of Natural History, sér. 5, vol. 11, p. 48 (texte intégral).